# Nannoptopoma sternoptychum
Nannoptopoma sternoptychum es una especie de pez de la familia Loricariidae en el orden de los Siluriformes.

## Morfología
• Los machos pueden llegar alcanzar los 3,3 cm de longitud total.

## Hábitat
Es un pez de agua dulce y de clima tropical.

## Distribución geográfica
Se encuentran en Sudamérica: río Amazonas y sus afluentes por debajo de los 200 m de altitud.